# Talviyö
Talviyö (finlandês para "noite de inverno") é o décimo álbum de estúdio da banda finlandesa de power metal Sonata Arctica. Foi lançado em 6 de setembro de 2019 pela Nuclear Blast.

## Antecedentes e gravação
O álbum foi produzido pela banda e por Mikko Tegelman, um produtor que eles já queriam para o álbum anterior, The Ninth Hour, mas que estava indisponível devido a conflitos de agenda.
De acordo com o vocalista, tecladista adicional e compositor principal Tony Kakko, a banda estava disposta a criar um álbum com um som mais "ao vivo", mas nunca conseguiu fazê-lo por conta própria. Para garantir que Mikko pudesse trabalhar com eles, Tony tinha todas as canções prontas antes de entrarem em estúdio. No material promocional do álbum, Tony disse que "a ideia era criar um álbum musicalmente alinhado com pelo menos os dois álbuns anteriores".
Em junho e julho de 2018, ele mostrou algumas demos de músicas que havia escrito no início daquele ano para o resto da banda e, quando entraram no estúdio, já sabiam o que fazer. Sob a orientação de Mikko, Tommy Portimo (baterista) e Pasi Kauppinnen tocaram seus instrumentos juntos, o que, de acordo com Tony, "deu a toda a ala rítmica uma sensação orgânica e isso deu a ela uma base muito mais forte para o álbum e tornou muito mais fácil desenvolver o álbum ". Ele o chamou de "um álbum realmente agradável de se fazer em termos de composição e escrita".
As gravações começaram em setembro de 2018 e o álbum foi mixado e masterizado em maio de 2019.

### Título
O título do álbum é uma palavra finlandesa para "noite de inverno". Segundo Tony, ele procurava um nome simples e começou a procurar traduções de "noite" em outros idiomas pelo Google Translate. Eventualmente, ele voltou à sua própria língua materna e sugeriu o título "Talvi". Os outros membros o consideraram "chato" e ele sugeriu "Talviyö", uma expressão que ele achava que a maioria das pessoas fora da Finlândia teria dificuldade em pronunciar. Os outros membros riram e perceberam que "é assim que ele deveria ser chamado".

### Capa
De acordo com o tecladista Henrik Klingenberg, "estávamos falando sobre ter uma capa de álbum feita a partir de uma foto e, felizmente, conseguimos encontrar esse fotógrafo premiado chamado Onni Wiljami, que na verdade vem de uma vila não muito longe da nossa cidade natal e suas fotos eram perfeitas para esse álbum." A imagem original foi editada (pelo próprio Onni), de modo a representar uma situação noturna, entre outras mudanças.

## Informações das faixas
Tony explicou que o álbum não é um álbum conceitual, mas admitiu que as canções estão de alguma forma conectadas, tematicamente falando. Ele o considera uma continuação natural dos álbuns que a banda está lançando desde Stones Grow Her Name. Ele também o vê como o terceiro álbum da terceira era da banda.
Tony admitiu que a faixa de abertura "Message From the Sun" poderia ser "enganosa" porque "é mais o lado do power metal do Sonata Arctica para todos os nossos fãs de power metal". A música fala sobre a mitologia por trás das auroras boreais.
"Whirlwind" inclui sons e palavras do filho de Tony; eles foram originalmente gravados no fundo da demo da faixa e depois de ouvi-la várias vezes, a banda sentiu que removê-los faria-a parecer que estava faltando alguma coisa.
"Cold" recebeu um vídeo, lançado em 23 de agosto de 2019. Foi filmado em Tampere e dirigido por Patric Ullaeus.  "Storm the Armada" e "Who Failed the Most" discutem questões ambientais, com esta última abordando-as de maneira política, perguntando se a humanidade está escolhendo os líderes certos, em termos ambientais.
A chamada saga Caleb, que começou em Silence ("The End of This Chapter") e foi continuada em Reckoning Night  ("Don't Say a Word"), Unia ("Caleb"), The Days of Grays ("Juliet") e The Ninth Hour ("Til Death's Done Us Apart"); continua no álbum com "The Last of the Lambs".
"Ismo's Got Good Reactors" é uma faixa instrumental com referências musicais a vários lugares do mundo, incluindo o Japão. O título da faixa é um comentário que uma criança fez durante uma viagem de barco com um amigo de Tony. Segundo ele, o motor de popa estava prestes a cair, mas ele conseguiu agarrá-lo e colocá-lo de volta, e a criança disse: "Ismo tem bons reatores!". Na verdade, o amigo se chamava Mikko e a criança quis dizer "boas reações".
"Demon's Cage" é uma continuação de "Fairytale" do The Ninth Hour e "The Garden" é uma canção de agradecimento para cônjuges em geral.
"A Little Less Understanding" foi a primeira canção a ser revelada, junto com o título do álbum, a capa e a data de lançamento. De acordo com Tony, é "liricamente uma continuação de 'I Have a Right' (de Stones Grow Her Name ) e fala sobre a dificuldade de fazer as escolhas certas com a criação de um novo ser humano". Sobre a escolha dela como o primeiro single do álbum, Tony disse que acha que ela "não é nem de longe a melhor do álbum", mas a banda não tinha ideia de qual lançar primeiro, então eles acabaram aceitando conselhos de seu empresário, que pensou que ela "funcionaria como uma rampa para o álbum, sendo a faixa mais simples do álbum".
Tony inicialmente não tinha certeza se a canção mais longa "The Raven Still Flies" chegaria ao álbum, porque ele a considerava "muito complexa e estranha", mas seus colegas de banda a aprovaram assim que ele a mostrou. A letra lida com o sentimento de perda de um pai por um filho desaparecido.

## Faixas
| N.º            | Título                                                        | Duração |  |
| 1.             | "Message from the Sun" (Mensagem do Sol)                      | 4:06    |  |
| 2.             | "Whirlwind" (Redemoinho)                                      | 6:31    |  |
| 3.             | "Cold" (Frio)                                                 | 4:28    |  |
| 4.             | "Storm the Armada" (Irrompa a Armada)                         | 5:08    |  |
| 5.             | "The Last of the Lambs" (O Último dos Cordeiros)              | 4:22    |  |
| 6.             | "Who Failed the Most" (Quem Falhou Mais)                      | 4:44    |  |
| 7.             | "Ismo's Got Good Reactors"                                    | 3:43    |  |
| 8.             | "Demon's Cage" (Gaiola do Demônio)                            | 4:57    |  |
| 9.             | "A Little Less Understanding" (Um Pouco Menos de Compreensão) | 4:34    |  |
| 10.            | "The Raven Still Flies[a]" (O Corvo Ainda Voa)                | 7:39    |  |
| 11.            | "The Garden" (O Jardim)                                       | 6:16    |  |
| Duração total: | Duração total:                                                | 56:28   |  |

| Faixa bônus da edição japonesa |                                   |         |  |
| N.º                            | Título                            | Duração |  |
| 7.                             | "You Won't Fall" (Você Não Cairá) | 5:08    |  |
| Duração total:                 | Duração total:                    | 62:36   |  |

Notas
- ↑[a]   O site oficial da banda lista a canção sob o título "The Raven Still Flies With You" (O Corvo Ainda Voa Com Você)[12]

## Créditos
- Tony Kakko - vocais, teclados adicionais
- Elias Viljanen - guitarras
- Pasi Kauppinen - baixo
- Henrik Klingenberg - teclados
- Tommy Portimo - bateria

Pessoal técnico
- Mikko Tegelman, Pasi Kauppinen - mixagem
- Svante Forsbäck - masterização em Chartmakers West
- Onni Wiljami - capa

## Paradas
| Parada (2019)                         | Maior posição |
| ------------------------------------- | ------------- |
| Finlândia (Suomen virallinen lista)   | 2             |
| French Albums (SNEP)                  | 133           |
| Alemanha (Offizielle Deutsche Charts) | 26            |
| Spanish Albums (PROMUSICAE)           | 35            |
| Suíça (Schweizer Hitparade)           | 22            |